# Into the Woods
Into the Woods är en sagomusikal av Stephen Sondheim och James Lapine.
Den uruppfördes på The Martin Beck Theatre den 5 november 1987 i New York med bland andra Bernadette Peters, Joanna Gleason och Tom Aldredge. Svenska uppsättningar har gjorts på Malmö Musikteater, Göteborgsoperans Lilla scen, Värmlandsoperan, Södra Teatern i Stockholm samt 2001 av Norrlandsoperan (i samarbete med Profilteatern.